# Uzbekistan Airways
Uzbekistan Airways (рус. Узбекские авиалинии, узб. Oʻzbekiston havo yoʻllari) — национальная авиакомпания Узбекистана, основанная в 1992 году.
Находится в государственной собственности. Базируется в Ташкенте, основной хаб — международный аэропорт «Ташкент» имени Ислама Каримова. Авиакомпания осуществляет внутренние и международные рейсы в Азию, Европу, Северную Америку и Ближний Восток. Флот Uzbekistan Airways включает воздушные суда как для пассажирских, так и для грузовых перевозок. Компания играет ключевую роль в транспортной инфраструктуре страны и является одним из важнейших представителей Узбекистана на международной авиационной арене.

## История
После распада СССР в 1992 году первый президент Узбекистана Ислам Каримов издал указ о создании национальной авиакомпании. «O‘zbekiston Havo Yo‘llari» была сформирована с целью восстановить аэропорты страны и транспортную инфраструктуру. Также было запланировано организовать международное воздушное сообщение, это было осуществлено с помощью рейса Ташкент — Лондон.
Внутренние полёты в первое время осуществлялись на самолётах, формально принадлежащих Аэрофлоту. Когда в 1993 году международные маршруты стали главным приоритетом компании, «O’zbekiston Havo Yo’llari» арендовала у Airbus несколько самолётов. В настоящее время международные рейсы осуществляются на самолётах Airbus и Boeing.
В 1993 году авиакомпания приобрела первые два самолёта Airbus A310-300. Помимо Airbus A310-300, на март 1995 года во флоте авиакомпании числилось большое количество самолётов российского (советского) производства — 25 самолётов Ан-24/26, один Ил-62, 13 самолётов Ил-76, один самолёт Ил-86, 23 самолёта Ту −154 и 3 Як-40.
В конце 1995 года перевозчик заказал свои первые самолёты Boeing: два Boeing 767-300ER и один Boeing 757.
O‘zbekiston Havo Yo‘llari была первым заказчиком Ил-114, в июле 1998 г. авиакомпания получила первый самолёт местной (воздушные суда собирались в Узбекистане) сборки. Также, ещё два Boeing 757-200 были заказаны напрямую у Boeing в апреле 1999 года. В конце 1999 года компания стала владельцем первого из двух заказанных 184-местных самолётов Boeing 757-200.
Учитывая приоритетность международных маршрутов, а также активный переход на воздушные суда «западного» образца, O‘zbekiston Havo Yo‘llari в короткий период времени начала обновлять свой флот. Так, авиакомпания стала первой в регионе, обеспечивающая прямое воздушное сообщение с Северной Америкой и Японией рейсами Ташкент — Нью-Йорк — Ташкент и Ташкент — Нарита — Ташкент. На сегодняшний день Uzbekistan Airways является единственной авиакомпанией Средней Азии, выполняющей прямой беспосадочный рейс в Нью-Йорк.
O‘zbekiston Havo Yo‘llari планировала вступить в международный альянс авиакомпаний SkyTeam. 1 августа 2008 года, в Ташкенте состоялся первый раунд переговоров между национальной авиакомпанией Узбекистана и делегацией авиационного альянса. В последующем, руководство O‘zbekiston Havo Yo‘llari приняло решение о собственном развитии маршрутной сети и услуг, без участия в международных альянсах.
В 2015 году авиакомпания подтвердила разрешение на полёты в Европейский союз.
13 февраля 2018 года «O‘zbekiston Havo Yo‘llari» вступила в Ассоциацию независимых туроператоров Великобритании (АІТO).
27 ноября 2018 года президент Узбекистана инициировал реорганизацию O‘zbekiston Havo Yo‘llari. Согласно реорганизации НАК O‘zbekiston Havo Yo‘llari была разделена на два акционерных общества — АО «Uzbekistan Airways» и АО «Uzbekistan Airports». В состав Uzbekistan Airways помимо основного вида деятельности вошли ООО «Uzbekistan Airways Sales», ООО «Uzbekistan airways Technics», ООО «Uzbekistan Helicopters», ООО «Учебно — тренировочный центр», ООО «Кейтеринг».

## Деятельность
Uzbekistan Airways выполняет регулярные рейсы в более чем 50 пунктов назначения, в том числе страны Европы, Азии и Северной Америки. Представительства авиакомпании действуют более чем в 20 городах мира.
Техническая база Uzbekistan Airways Technics имеет всё необходимое оборудование для ремонта самолётов, состоящих в самолётном парке компании, таких как Airbus A320, Airbus A320neo, Boeing 757, Boeing 767, Boeing 787.
В связи с принятой НАК концепцией по совершенствованию структуры самолётно-моторного парка, и в частности с введением в эксплуатацию с 18 июля 2010 года новых для авиакомпании самолётов А320, продолжает оставаться внедрение современных систем контроля качества технического обслуживания и ремонта авиационной техники, соответствующих требованиям международных стандартов, повышение уровня профессионального мастерства авиаспециалистов и специалистов контрольного аппарата службы обеспечения качества.
В 2012 году воздушный флот авиакомпании пополнился ещё двумя Boeing 767-300ER.
С 2016 года авиакомпания эксплуатирует семь самолётов Boeing 787-8 Dreamliner. С того же года авиакомпания стала предоставлять услуги онлайн-бронирования и оплаты авиабилетов посредством местных и международных карт.
В 2018 году авиакомпания запустила прямые рейсы в Барселону на чартерной основе. Осенью этого же года открыла прямые рейсы в Мумбаи (Индия), Джидда (Саудовская Аравия) и Владивосток (Россия). В 2019 году открыты новые направления в Джакарту (Индонезия) и Тбилиси (Грузия). С весны 2020 года планировалось открытие рейса в Мюнхен (Германия) на чартерной основе. В 2021 году Uzbekistan Airways частично восстановила свою маршрутную сеть от 2019 года, в 2022 году открыт новый маршрут из Ташкента в Батуми (Грузия) на сезонной основе. Также в 2021—2022 годах был организован новый хаб «Восточный» в Международном аэропорту города Наманган. Хаб «Восточный» обеспечивает разлет из Намангана в города Российской Федерации: Москва, Краснодар, Самара, Уфа, Пермь, Екатеринбург, Омск, Оренбург, Нижневартовск.
11 марта 2019 года Uzbekistan Airways получила первый самолёт Airbus A320neo, оборудованный Wi-Fi-доступом. 9 апреля 2019 года — второй, 31 декабря 2020 года третий.
14 февраля 2022 года Uzbekistan Airways получила первый самолёт Airbus A321neo (LR). 7 марта 2022 года — второй.

## Структура авиакомпании
В состав АО Uzbekistan Airways входят такие подразделения, как:
— ООО «Uzbekistan Airways Sales»;
— ООО «Uzbekistan airways Technics»;
— ООО «Uzbekistan Helicopters»;
— ООО «Учебно-тренировочный центр»;
— ООО «Кейтеринг»;

## Маршрутная сеть
Маршрутную сеть авиакомпании Uzbekistan Airways включает в себя более 50 направлений (10 — местные).
В страны Европы:
- Азербайджан
  - Баку
- Франция
  - Париж (CDG)
- Великобритания
  - Лондон (LHR)
  - Лондон (LGW)
  - Манчестер (прекращено)
  - Бирмингем (прекращено)
- Италия
  - Рим (FCO)
  - Милан (MXP)
- Германия
  - Франкфурт
  - Мюнхен
  - Лейпциг (чартерные)
  - Ганновер (чартерные)
- Грузия
  - Тбилиси
  - Батуми
- Армения
  - Ереван
- Испания
  - Мадрид (приостановлено)
  - Барселона (грузовые)
- Украина
  - Киев (Борисполь) (приостановлено)
- Латвия
  - Рига
- Чехия
  - Острава (грузовые)
  - Прага (чартерные)
- Румыния
  - Бухарест (грузовые)
- Нидерланды
  - Амстердам (прекращено)
- Австрия
  - Вена (прекращено)
- Швейцария
  - Женева (чартерные)
- Греция
  - Афины (прекращено)
- Россия
  - Москва (DME)
  - Москва (VKO)
  - Санкт-Петербург
  - Воронеж (приостановлено)
  - Екатеринбург
  - Новосибирск
  - Казань
  - Краснодар (приостановлено)
  - Сочи
  - Нижний Новгород
  - Минеральные Воды
  - Ростов-на-Дону (приостановлено)
  - Омск
  - Пермь
  - Самара
  - Владивосток
  - Уфа
  - Калининград (приостановлено)
  - Красноярск
  - Благовещенск
  - Грозный
  - Махачкала
  - Тюмень (приостановлено)
  - Иркутск
  - Нижневартовск
  - Хабаровск
  - Мурманск (чартерные)
- Беларусь
  - Минск

В страны Азии:
- Израиль
  - Тель-Авив
- Индия
  - Дели
  - Амритсар (прекращено)
  - Мумбаи
  - Гоа
- Казахстан
  - Астана
  - Алматы
  - Актау (прекращено)
  - Актобе (прекращено)
- Туркменистан
  - Ашхабад (прекращено)
- Киргизия
  - Бишкек
  - Иссык-Куль (чартерные)
- Саудовская Аравия
  - Джидда
  - Медина (чартерные)
  - Эр-Рияд (прекращено)
- Таджикистан
  - Душанбе
- Турция
  - Стамбул
  - Анкара
  - Аланья
  - Бодрум (чартерные)
  - Анталья (чартерные)
- Япония
  - Токио (NRT)
- Китай
  - Пекин (PEK)
  - Урумчи
  - Ханчжоу
  - Сиань (грузовые)
  - Фошань (грузовые)
  - Гуанчжоу (грузовые)
  - Шанхай (грузовые)
  - Тяньцзинь (грузовые)
  - Шэньчжэнь (грузовые)
- Южная Корея
  - Сеул (ICN)
- Малайзия
  - Куала-Лумпур
- Таиланд
  - Бангкок (BKK)
  - Пхукет
- Вьетнам
  - Нячанг
  - Фукуок (чартерные)
- Сингапур
  - Сингапур (прекращено)
- Мальдивы
  - Мале (чартерные)
- Пакистан
  - Исламабад
  - Карачи (прекращено)
  - Лахор
- Бангладеш
  - Дакка (прекращено)
- ОАЭ
  - Дубай
  - Шарджа
- Индонезия
  - Джакарта[12]
  - Денпасар
- Узбекистан
  - Нукус
  - Ургенч
  - Бухара
  - Самарканд
  - Фергана
  - Наманган
  - Муйнак
  - Навои
  - Термез
  - Карши
  - Заамин
  - Коканд

В страны Африки:
- Египет
  - Каир (прекращено)
  - Шарм-эш-Шейх
  - Хургада (чартерные)

В страны Северной Америки:
- США
  - Нью-Йорк (JFK)

## ГП Центр «Узаэронавигация»
В 1992 году в составе Uzbekistan Airways было создано предприятие по использованию воздушного пространства и управлению воздушным движением — Центр «Узаэронавигация» (ЦУАН). Его появление ознаменовало новую эпоху в области развития гражданской авиации Республики Узбекистан, дало возможность проводить единую, целенаправленную политику развития и модернизации системы управления воздушным движением (УВД) на всей территории Узбекистана.
Предприятие Центр «Узаэронавигация» является государственным предприятием, входящим в состав Министерства транспорта Республики Узбекистан.
ГУП Центр «Узаэронавигация» является специфичным предприятием, не имеет аналогов в Республике Узбекистан, обеспечивает государственную политику в области организации безопасности и регулярности полётов. В своей деятельности руководствуется стандартами и рекомендациями ICAO, Евроконтроль, IATA взаимодействуя с Межгосударственным авиационным комитетом, Международным союзом электросвязи и является членом координационного совета «Евразия».
Предметом деятельности ГП ЦУАН является обслуживание воздушного движения и радиотехническое обеспечение полётов.
ГУП ЦУАН оказывает следующие услуги:
- услуги по аэронавигационному обслуживанию воздушных судов на транзите и в районе аэродрома;
- услуги связи;
- услуги по предоставлению аэронавигационной информации;
- услуги по предполётной подготовке экипажей ВС и обработке флайт — планов,
- услуги по предоставлению машины сопровождения воздушным судам в аэропорту Ташкент им. Ислама Каримова.

В последующем ГП Центр «Узаэронавигация» был выведен из состава АО «Uzbekistan Airways».

## ООО «Учебно-тренировочный центр»
Учебно-тренировочный комплекс авиакомпании Uzbekistan Airways оснащён процедурными тренажёрами для воздушных судов Boeing 757/767; Airbus A320; ИЛ-114. Тренажёрный комплекс имеет в своём составе уникальные Full-Flight симуляторы самолётов Boeing 757/767; Airbus A320, а также единственным в мире Full-Flight симулятором самолёта Ил-114. Всё это позволяет совершенствовать процесс подготовки пилотов и отрабатывать практически все нестандартные ситуации, которые могут возникнуть в полёте.
Техническая оснащённость тренажёрного комплекса уже позволяет осуществлять подготовку и переподготовку пилотов на Airbus A320 и Boeing757/767 без привлечения зарубежных учебных центров.

## ООО «Кейтеринг»
ООО «Кейтеринг» является структурным подразделением Uzbekistan Airways, оснащено современным специализированным оборудованием. Мощности предприятия позволяют приготовить тысячи порций бортового питания, обеспечить горячими и холодными блюдами, разнообразными напитками и фруктами самолёты всех авиакомпаний, совершающих посадку в аэропорту «Ташкент» имени Ислама Каримова. Технологическая оснащённость «Кетринг» включает 150 единиц оборудования, международную систему Габриэль, SITA, AFTN, которые позволяют получать информацию о заказах пассажиров в кратчайшие сроки.

## ООО «Uzbekistan Airways Technics»
ООО «Uzbekistan Airways Technics» («UAT») — структурное подразделение национальной авиакомпании Uzbekistan Airways, имеющее более чем 90-летний опыт в области ТОиР самолётов, двигателей и компонентов. Современный комплекс «UAT» осуществляет техническое обслуживание и ремонт таких самолётов, как Boeing 757/767/787, Аirbus 300/310/318/319/320/321 и их компонентов.
Выгодное географическое расположение Авиапредприятия «Uzbekistan Airways Technics» на территории, примыкающей к международному аэропорту «Ташкент» имени Ислама Каримова, позволяет осуществлять приём, хранение, техническое обслуживание и ремонт воздушных судов любого класса. Приангарные площадки «Uzbekistan Airways Technics» соединены с системой рулёжных дорожек «Международного аэропорта Ташкент» имени Ислама Каримова.
История создания:
История становления Uzbekistan airways Technics начинается с 12 ноября 1924 года, когда при обществе «Добролет» были открыты первые мастерские по ремонту авиатехники. В мастерских занимались ремонтом и обслуживанием одномоторных самолётов К-4 и К-5, немецких Юнкерсов, Фарманов, авиамоторов Юнкерс и BMW. В 1937 году созданный на этой основе авиаремонтный завод № 243 Гражданской авиации осуществлял ремонт таких типов самолётов, как АНТ-9, Р-5, П-5, Г-1, Г-2, К-4, К-5, У-2, двигателей BMW-123A, L-5. В последующие годы был освоен серийный ремонт самолётов ТБ-3, Ли-2 и двигателей М-17, М-34, АШ-62ИР.
После войны завод был оснащён новой техникой для выпуска мирной продукции. Долгие годы, помимо Ил-12, Ил-14, Як-12, Ил-18 завод специализировался на ремонте дальнемагистрального самолёта Ил-62, транспортного самолёта Ил-76, первого широкофюзеляжного самолёта Ил-86, двигателей АИ-25 и вспомогательных силовых установок ТА-6, ТА-6А, ТА-8.
С приобретением Uzbekistan Airways техники западного производства — Аirbus 310, Boeing 757/767 и BAe146/AVRO146-RJ, возникла необходимость освоения их технического обслуживания и в 1997 году на базе завода был создан центр по техническому обслуживанию западной техники. Уже в 1998 году был выполнен первый в Средней Азии С-сheck на одном из самолётов Аirbus 310. С 1999 года выполняется техническое обслуживание в объёме С-check воздушных судов Вoeing 767 и BAe146/AVRO146-RJ, а с 2000 года — Вoeing 737.
В 2002 году завод № 243 Гражданской авиации был переименован в авиационное предприятие «Uzbekistan Airways Technics», а в 2006 году в его состав вошло Государственное унитарное предприятие авиационно-технический комплекс, выполняющее обслуживание ВС восточного производства.
Получив новую авиационную технику в виде ВС типа Airbus 320 в ноябре 2010 года, специалистами Uzbekistan airways Technics было выполнено первое техническое обслуживание в объёме A-check на данном типе ВС, а в 2011 году — обслуживание в объёме С-check.
В 2016 году на базе Uzbekistan airways Technics был введён в эксплуатацию цех по ремонту композитных компонентов самолётов последнего поколения, в том числе Boeing 787 Dreamliner.
Производственные площади Uzbekistan airways Technics включают в себя:
1. Самолётно-ремонтный комплекс.
2. Ангар для покраски воздушных судов.
3. Цех технического обслуживания и ремонта компонентов западного производства.
4. Цех по изготовлению мягкого оборудования.
5. Базовая метрологическая служба и химико-аналитическая лаборатория.
6. Цех по ремонту планера и композиционных компонентов ВС.
7. Обученный и сертифицированный персонал, выполняет инспекцию компонентов ВС следующими методами неразрушающего контроля (NDT).
8. Участок наружной и внутренней мойки самолёта.

## Пассажирооборот
| Год  | Количество пассажиров |
| ---- | --------------------- |
| 2008 | 2,06 млн.             |
| 2009 | 1,885 млн.            |
| 2010 | 2,160 млн.            |
| 2011 | 2,32 млн.             |
| 2012 | 2,64 млн.             |
| 2013 | нет данных            |
| 2014 | 2,572 млн.            |
| 2015 | 2,572 млн.            |
| 2016 | 2,471 млн.            |
| 2017 | 2,703 млн.            |
| 2018 | 3,2 млн.              |
| 2019 | 3,801 млн.            |
| 2020 | 1,045 млн.            |
| 2021 | 2,166 млн.            |
| 2022 | 4,227 млн.            |
| 2023 | 5 млн                 |
| 2024 | 6 млн                 |

## Награды
Международный аэропорт Бухары, находившийся ранее в составе Национальной авиакомпании четырежды признан «Лучшим аэропортом стран СНГ», трижды «Динамично развивающимся аэропортом» и дважды «Перспективно развивающимся».
В 2012 году Uzbekistan Airways стала лауреатом награды в престижной номинации «За выдающиеся достижения в обеспечении безопасности полётов» некоммерческого партнёрства «Безопасность полётов».
В 2015 году Московский аэропорт «Домодедово» подвёл итоги конкурса на пунктуальность авиакомпаний-партнёров, победителем конкурса стала узбекская авиакомпания Uzbekistan Airways. Национальный авиаперевозчик Узбекистана продемонстрировал наилучшие результаты пунктуальности, выполнив 138 рейсов без отклонения от расписания.
В декабре 2016 года Uzbekistan Airways признана лучшим в мире эксплуатантом самолётов Boeing 787 Dreamliner. По итогам 6 месяцев (декабрь 2016 г. — май 2017 г.) НАК «O‘zbekiston Havo Yo‘llari» показала наилучший результат в мире среди эксплуатантов Boeing 787 Dreamliner по безаварийной эксплуатации «лайнеров мечты», обеспечив на данном типе ВС стопроцентную безопасность и регулярность выполнения полётов, за что была удостоена награды корпорации «Boeing» за успешную, безаварийную эксплуатацию самолётов данного типа.
В 2016 году Uzbekistan Airways награждена Почётной грамотой за вклад в развитие авиаперевозок в Краснодарском крае.
В 2016 году авиакомпания Uzbekistan Airways признана лучшей авиакомпанией в Средней Азии по мнению ежегодной премии KLIA Awards.
В 2017 году по мнению сервиса путешествий Туту.ру Uzbekistan Airways возглавила десятку авиакомпаний СНГ, где вкусно кормят.
В 2017 году компания «Базэл Аэро», в состав которой входят аэропорты в Краснодаре, Сочи, Геленджике и Анапе наградила авиакомпанию Uzbekistan Airways наградами в двух категориях — «Самая пунктуальная авиакомпания на международных авиалиниях» в аэропортах Краснодара и Сочи. В том же году Национальная авиакомпания «Узбекистон хаво йуллари» награждена Почётной грамотой Республики Узбекистан.
В 2018 году авиакомпания Uzbekistan Airways снова получила награду «Самая пунктуальная авиакомпания на международных авиалиниях» в аэропорту Сочи.

## Соглашения
Прорейтовые соглашения «Atlasjet Airlines», «Onur Air», «Garuda Indonesia», «Air Astana», «Belavia».

### Код-шеринг
Uzbekistan Airways имеет соглашения о код-шеринге со следующими авиакомпаниями:
| - Air Baltic - Korean Air - Malaysia Airlines - S7 Airlines | - Belavia - Ural Airlines - Alitalia - Turkish Airlines |

Авиакомпания вступила в Многостороннее соглашение в рамках MITA Cargo с авиакомпаниями «Lufthansa Cargo» и «AirBridge Cargo».

## Флот
Флот «Uzbekistan Airways» по состоянию на август 2023 года:
| Тип судна            | Кол-во | Заказы | Вместимость пассажиров | Вместимость пассажиров | Вместимость пассажиров | Вместимость пассажиров | Примечания |
| Тип судна            | Кол-во | Заказы | F                      | C                      | Y                      | Итого                  | |
| -------------------- | ------ | ------ | ---------------------- | ---------------------- | ---------------------- | ---------------------- | --- |
| Airbus A320-214      | 10     | —      | —                      | 12                     | 138                    | 150                    | Один самолёт используется в интересах правительства Республики Узбекистан. Ещё четыре самолёта используется в интересах авиакомпании Uzbekistan Express. |
| Airbus A320neo       | 10     | 14     | —                      | 12 8 —                 | 138 148 186            | 150 156 186            | Поставка будет осуществляться в течение 2023 года и в период 2029—2030 годов                                                                             |
| Airbus A321neo       | 5      | 14     | —                      | 16                     | 172                    | 188                    | Поставка будет осуществлена в период 2029—2030 годах. |
| Boeing 757-200       | —      | —      | —                      | 22 26                  | 168 158                | 190 184                | На хранении. UK75702 выведен из эксплуатации в марте 2023 года                                                                                           |
| Boeing 767-300ER     | 4      | —      | —                      | 18 15                  | 246 232                | 264 247                | UK67003, UK67004, UK67005, UK67006. Один самолёт используется в интересах правительства Республики Узбекистан.                                           |
| Boeing 787-8         | 7      | —      | —                      | 24 24                  | 222 246                | 246 270                | Один самолёт используется в интересах правительства Республики Узбекистан.                                                                               |
| Boeing 787-9         | —      | 14     | —                      | Неизвестно —           | Неизвестно —           | Неизвестно —           | Ведутся переговоры по приобретению. Даты поставок не известны.                                                                                           |
| Boeing 767-300ER BCF | 2      | —      | —                      | —                      | —                      | —                      | UK67001, UK67002. Грузовые самолёты. |
| Let L-410 Turbolet   | 4      | 0      |                        |                        | 19                     |                        | UK41002(прибыл 15.07.2023), UK41001(прибыл 31.08.2023)                                                                                                   |
| Airbus A330-300      | 2      | 0      | —                      | 18                     | 248                    | 266                    | Мокрый лизинг (с экипажами) у Qanot Sharq |
| Итого:               | 38(44) | 42     |                        |                        |                        |                        | |

На июль 2024 года средний возраст судов составляет 7 лет с учётом воздушных судов, взятых в «Мокрый лизинг», что автоматически делает самолётный парк Uzbekistan Airways одним из самых молодых в регионе.

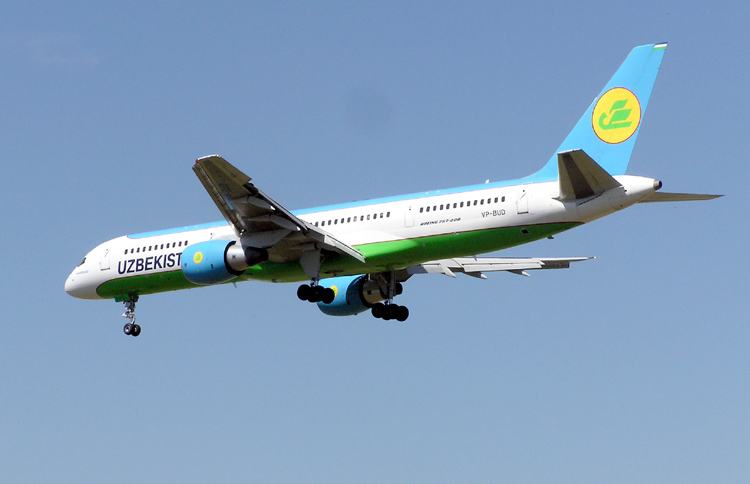
Боинг 757-200
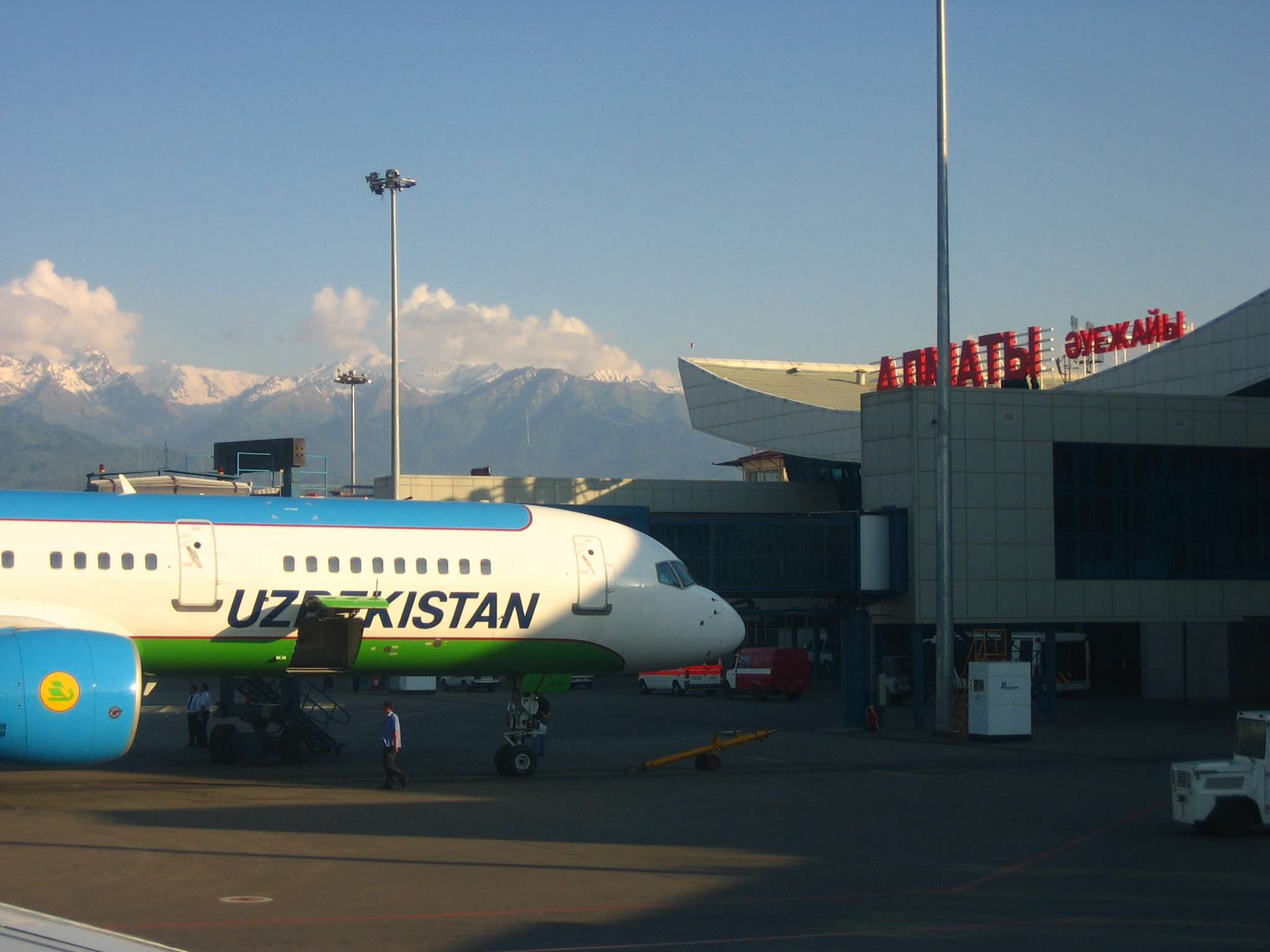
Аэропорт Алма-Аты. Погрузка багажа на Boeing 757
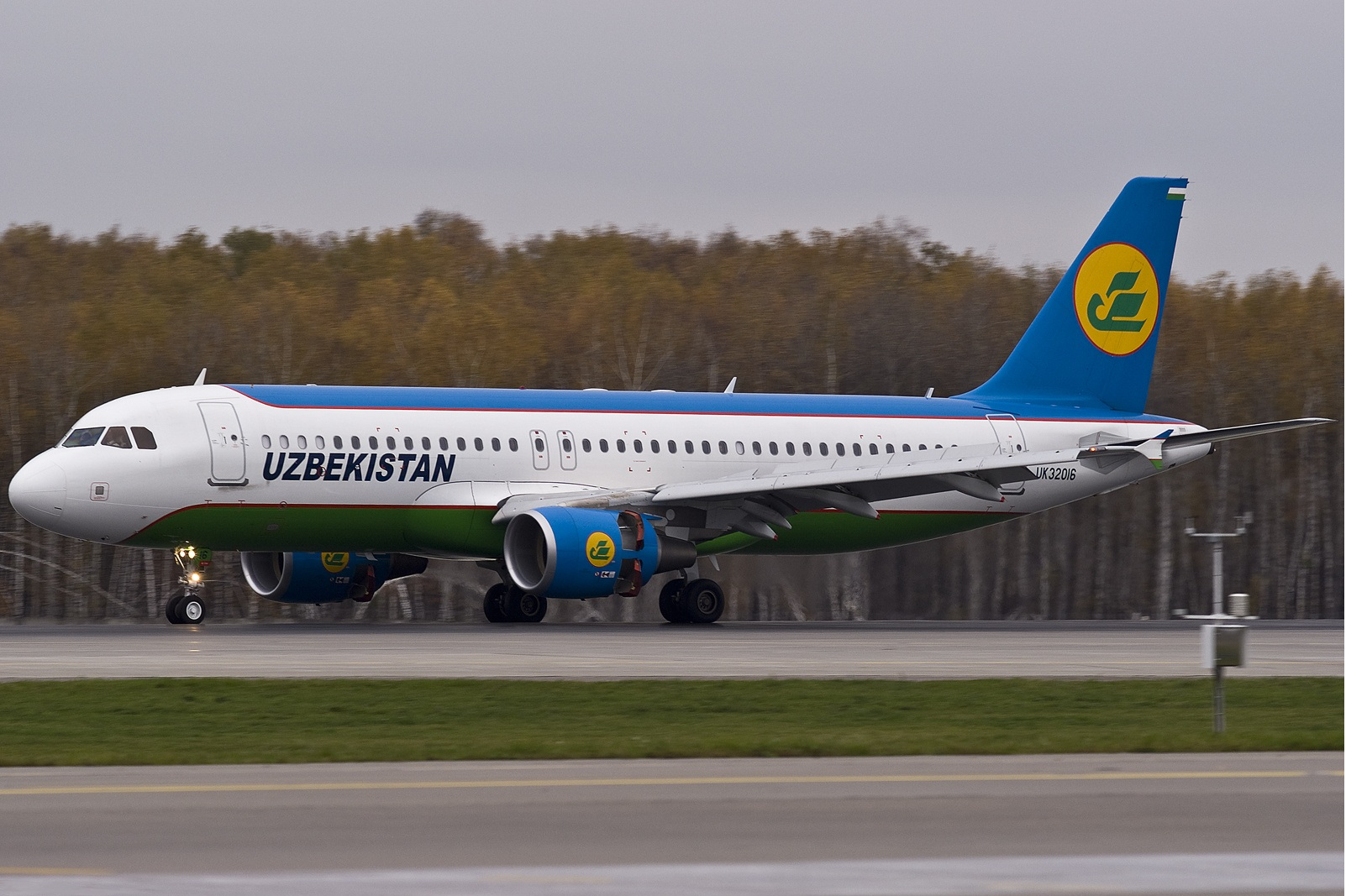
Airbus A320 в московском аэропорту «Домодедово»
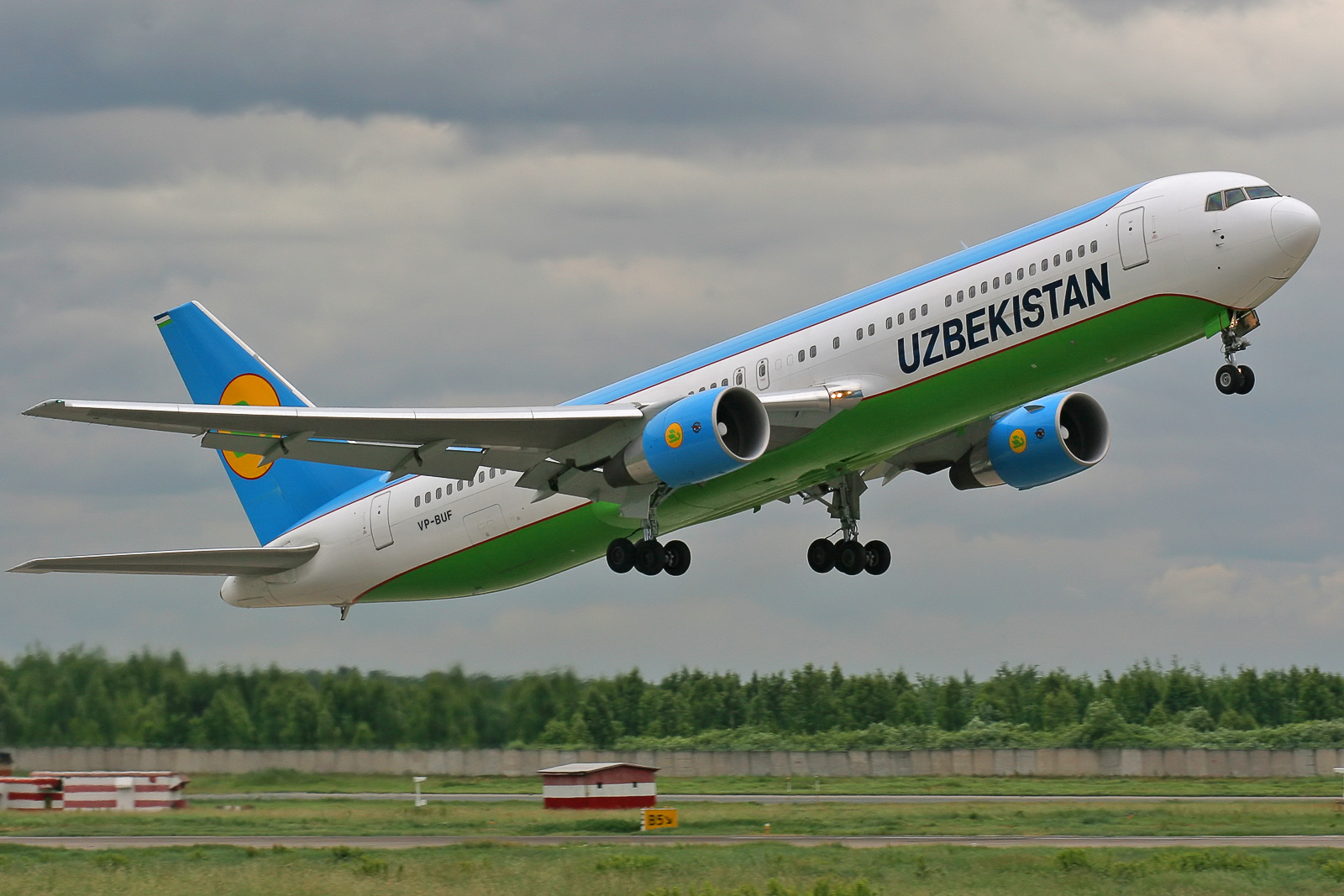
Boeing 767-33P/ER
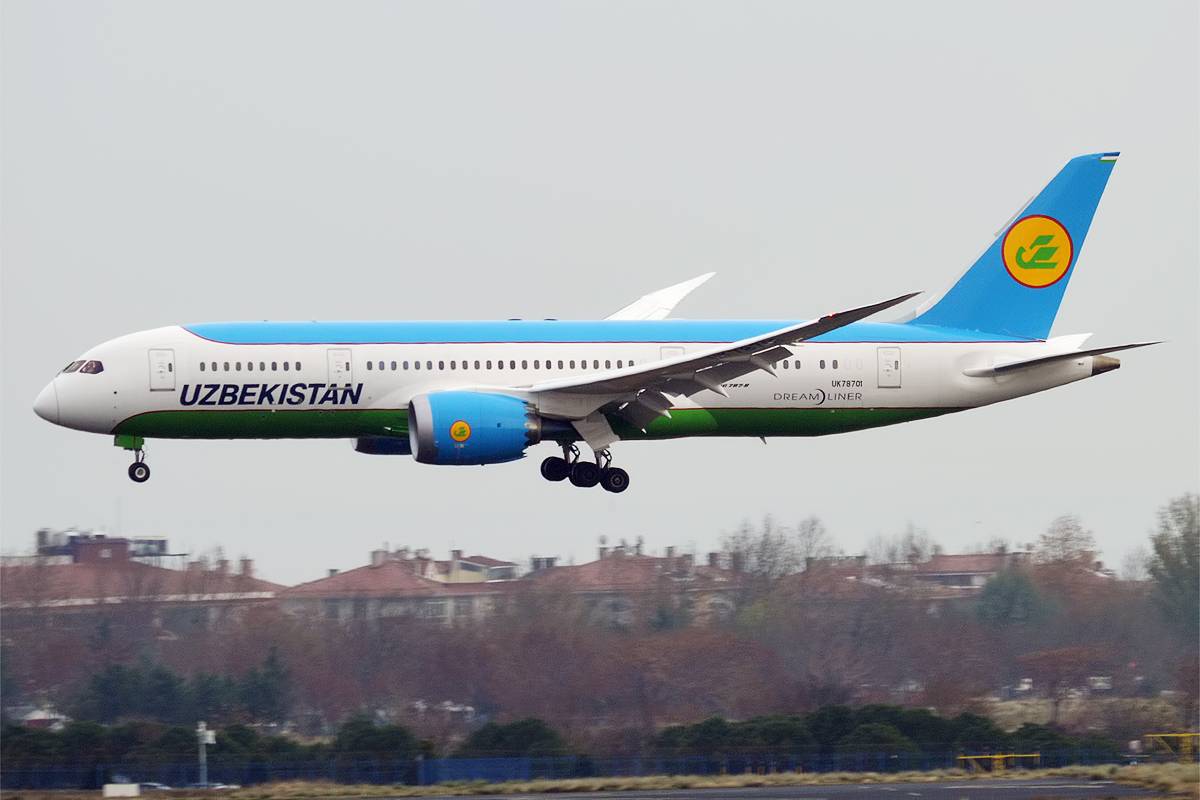
Boeing 787-8 Dreamliner